# Graphium cloanthus
Espèce
 Graphium cloanthus ou Voilier vitreux est une  espèce de lépidoptères (papillons) de la famille des Papilionidae, de la sous-famille des Papilioninae, du genre Graphium, du sous-genre Graphium (Graphium).

## Dénomination
Nom officiel : Graphium (Graphium) cloanthus, décrit par le naturaliste anglais John Obadiah Westwood en 1841.

## Systématique
Il existe pour ce genre trois sous-espèces :
- Graphium (Graphium) cloanthus clymenus (Leech)
- Graphium (Graphium) cloanthus kuge (Fruhstorfer)
- Graphium (Graphium) cloanthus sumatranum (Hagen, 1894)

## Description
La différence entre les deux sexes est peu marquée.

## Répartition
Papillon de l'écozone Australasienne et Indomalaise. La distribution comprend les Célèbes, Bornéo, Sumatra et les Philippines et s’étend à partir du sud de la Chine au nord de l'Inde.

## Plantes hôtes
Ils se nourrissent de :
- Lauraceae :

Cinnamomum camphora
Persea odoratissima
Persea thunbergii
- Magnoliaceae :

Michelia alba